# You Won't See Me
Pistes de Rubber Soul
Norwegian Wood (This Bird Has Flown) Nowhere Man
You Won't See Me est une chanson des Beatles, écrite essentiellement par Paul McCartney mais créditée Lennon/McCartney, et parue le 3 décembre 1965 sur l'album Rubber Soul. La chanson fait référence à la période difficile que traversait alors sa relation avec l'actrice Jane Asher. Avec ses 3 minutes 23, c'est alors la plus longue chanson enregistrée par le groupe jusqu'alors.
Elle est mise en boîte le 11 novembre au cours des dernières sessions de l'album. Une seule guitare est présente, McCartney soutenant sa chanson par un riff de basse et de piano. L'assistant du groupe, Mal Evans, participe également en tenant une note d'orgue Hammond à la fin de la chanson.
You Won't See Me n'a jamais fait partie du répertoire des Beatles en concert, mais a été reprise de multiples fois. Anne Murray en a notamment fait un single qui s'est élevé dans les charts américains. Elle a aussi été reprise en français par Stone sous le titre Le jour, la nuit.

## Genèse et analyse
You Won't See Me est composée par Paul McCartney alors qu'il traverse une période de crise dans sa relation avec Jane Asher. Ceci change radicalement sa façon de composer les chansons d'amour puisque, là où précédemment, il devait imaginer ce que ressentaient ses personnages, il peut maintenant se sentir à leur place. Au cours de ce deuxième semestre 1965, plusieurs de ses chansons expriment son désarroi face à cette situation nouvelle, Asher ayant choisi de s'installer à Bristol, loin du lui, mettant sa carrière devant leur relation. We Can Work It Out et I'm Looking Through You traitent ainsi de ce sentiment,.

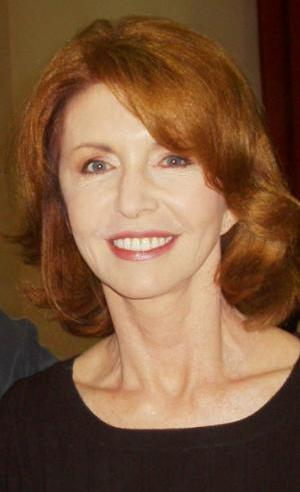
Jane Asher, petite amie de McCartney à l'époque, lui a inspiré cette chanson.

Le musicologue Allan Pollack rapproche cette chanson d'une composition de John Lennon parue un an plus tôt, No Reply, qui traitent d'un thème commun : le sentiment d'être ignoré par sa petite amie. Il s'amuse ensuite à comparer les versions des deux auteurs. Quand Lennon dénonce précisément des faits en mettant en cause son interlocutrice (« je sais que tu m'as vu », « tu étais main dans la main avec un autre homme »), McCartney est plus évasif (« ta ligne est occupée »). De plus, là où le premier espère encore qu'elle se rendra compte de son erreur et changera d'avis spontanément, le second tente un chantage affectif qui donne son titre à la chanson : « I will lose my mind if you won't see me » (« Je vais devenir fou si tu ne veux plus me voir »).

## Enregistrement
You Won't See Me est enregistrée lors du dernier jour de sessions de l'album Rubber Soul, le 11 novembre 1965. La date limite pour préparer l'album étant atteinte, les Beatles se consacrent à une session marathon de treize heures sans véritable pause (de 18 heures à 7 heures du matin le lendemain). En effet, après la chanson de McCartney, ils enregistrent Girl, et complètent les prises inachevées de Wait et I'm Looking Through You.
Deux prises sont réalisées pour You Won't See Me, puis des overdubs sont rajoutés. Paul McCartney y joue en effet du piano en plus de sa ligne de basse. Mal Evans se joint également au groupe à l'orgue Hammond, sa prestation se limitant à maintenir un la durant la fin de la chanson.
Les mixages mono et stéréo sont produits par George Martin avec l'aide des ingénieurs du son Norman Smith et Richard Lush le 15 novembre suivant.

### Interprètes
- Paul McCartney : chant, guitare basse (1964 Rickenbacker 4001S), piano (1964 Challen Upright)
- John Lennon : chœurs
- George Harrison : chœurs, guitare solo (1961 Fender Sonic Blue Stratocaster)
- Ringo Starr : batterie (Ludwig Black Oyster Pearl Super Classic), tambourin
- Mal Evans : orgue Hammond (Hammond BT-3)

## Parution et reprises
Rubber Soul sort au Royaume-Uni le 3 décembre 1965, et aux États-Unis trois jours plus tard. Bien que les versions des deux pays soient différentes, You Won't See Me s'y trouve sur les deux en troisième position de la face A. Des deux côtés de l'Atlantique, l'album se propulse à la tête des charts et connaît un grand succès critique.
La chanson n'est jamais interprétée en concert par les Beatles (qui arrêtent les tournées quelques mois après sa sortie), mais Paul McCartney la reprend à plusieurs reprises dans les années 2000. Lorsqu'il la reprend pour la première fois lors de son '04 Summer Tour, il déclare ne l'avoir jamais jouée depuis l'enregistrement avec les Beatles. Plusieurs autres artistes la reprennent, notamment Bryan Ferry en 1973 sur son album These Foolish Things, et Anne Murray qui la publie en single l'année suivante et connaît un certain succès. En 1966, Stone le reprend également sous le titre Le jour, la nuit.
Helmut Köllen, ancien bassiste du groupe rock progressif allemand Triumvirat, six mois avant son décès survenu à l'âge de 27 ans le 3 mai 1977, a enregistré un album solo titré d'après la chanson des Beatles You Won't See Me. Sur lequel il reprend d'ailleurs cette pièce qui clôt l'album, celui-ci fut publié deux ans plus tard à titre posthume.

### Publication en France
La chanson arrive en France en mars 1966 sur la face A d'un 45 tours EP (« super 45 tours »); elle est accompagnée  de We Can Work It Out. Sur la face B figurent Day Tripper et Norwegian Wood. La photo de la pochette est prise dans les studios Twickenham le 23 novembre 1965 lors du tournage du film promotionnel de la chanson I Feel Fine.